# Пеньяголоса
Пеньяголоса (вал. Penyagolosa, исп. Peñagolosa) — гора в районе Алькалатен, Валенсия, Испания. Геологически гора является частью Иберийских гор, будучи расположенной на восточной оконечности Пиренейского полуострова. Её вершина находится на высоте 1813 метров над уровнем моря и зимой часто бывает покрыта снегом.
Пеньяголоса считается самой символичной горой в Валенсии. Поскольку она находится довольно изолированно, считалось, что это самая высокая вершина в регионе, но на самом деле самой высокой является Серра Кальдерона высотой 1839 метров, расположенная в Ринкон-де-Адемуз, валенсийском эксклаве, где есть ещё три вершины высотой более 1500 метров.